# شيمي فرساليكو
شيمي فرساليكو (بالكرواتية: Šime Vrsaljko) (مواليد 10 يناير 1992 في زادار، كرواتيا) لاعب كرة قدم كرواتي سابق كان يلعب في مركز الظهير الأيمن

## وصلات خارجية
- شيمي فرساليكو على موقع الاتحاد الدولي (مؤرشف)  (الإنجليزية)
- شيمي فرساليكو على موقع الاتحاد الأوربي (الإنجليزية)
- شيمي فرساليكو على موقع إي إس بي إن إف سي (الإنجليزية)
- شيمي فرساليكو على موقع قاعدة بيانات كرة القدم.إي يو (الإنجليزية)
- شيمي فرساليكو على موقع ليكيب (الفرنسية)
- شيمي فرساليكو على موقع ناشيونال فوتبول تيمز (الإنجليزية)
- شيمي فرساليكو على موقع Soccerbase.com (لاعب) (الإنجليزية)
- شيمي فرساليكو على موقع Soccerway.com (الإنجليزية)
- شيمي فرساليكو على موقع عالم كرة القدم.نت (الإنجليزية)
- شيمي فرساليكو على موقع AS.com (الإسبانية)
- هذا السيرة الذاتية